# کویسلیونگبی
کویسلیونگبی (به سوئدی: Kvisljungeby) یک منطقهٔ مسکونی در سوئد است که در بخش یوتبری واقع شده‌است. کویسلیونگبی ۰٫۴۴ کیلومتر مربع مساحت و ۶۳۹ نفر جمعیت دارد.